# Borsányi Ferenc
Borsányi Ferenc, (Budapest, 1902. június 30. – 1958. október 24.) magyar válogatott labdarúgó, fedezet poszton játszott. 1930-as Bajnokok Tornája győztes csapat tagja.

## Pályafutása

### Klubcsapatban
1915-ben kezdett a Pestújhelyi SC-ben futballozni. 1926-ig a Budapesti TC labdarúgója volt. Innen szerződött az Újpesthez, ahol 1926 és 1935 között négyszeres magyar bajnok, háromszoros bajnoki ezüst- és kétszeres bajnoki bronzérmes volt a csapattal. Tagja volt az 1930-as Bajnokok Tornáján győztes csapatnak. A játékospályafutása után a Kassai AC budapesti képviselője volt.

### A válogatottban
1924 és 1932 között 24 alkalommal szerepelt a válogatottban.

## Sikerei, díjai
- Magyar bajnokság
  - bajnok: 1929–30, 1930–31, 1932–33, 1934–35
  - 2.: 1926–27, 1931–32, 1933–34
  - 3.: 1927–28, 1928–29
- Magyar kupa
  - döntős: 1933
- Közép-európai kupa (KK)
  - győztes: 1929
- Bajnokok Tornája (1930)
  - győztes

## Statisztika

### Mérkőzései a válogatottban
| Magyarország | Magyarország         | Magyarország                    | Magyarország  | Magyarország | Magyarország  | Magyarország | Magyarország | Magyarország |
| #            | Dátum                | Helyszín                        | Hazai         | Eredmény     | Vendég        | Kiírás       | Gólok        | Esemény      |
| ------------ | -------------------- | ------------------------------- | ------------- | ------------ | ------------- | ------------ | ------------ | ------------ |
| 1.           | 1924. augusztus 31.  | Budapest, Üllői úti pálya       | Magyarország  | 4 – 0        | Lengyelország | barátságos   | -            |              |
| 2.           | 1926. június 6.      | Budapest, Üllői úti pálya       | Magyarország  | 2 – 1        | Csehszlovákia | barátságos   | -            |              |
| 3.           | 1926. szeptember 19. | Bécs, Hohe Warte                | Ausztria      | 2 – 3        | Magyarország  | barátságos   | -            |              |
| 4.           | 1926. december 19.   | Vigo                            | Spanyolország | 4 – 2        | Magyarország  | barátságos   | -            | 17' 20'      |
| 5.           | 1927. április 10.    | Bécs, Hohe Warte                | Ausztria      | 6 – 0        | Magyarország  | barátságos   | -            |              |
| 6.           | 1927. október 9.     | Budapest, Hungária körúti pálya | Magyarország  | 1 – 2        | Csehszlovákia | barátságos   | -            |              |
| 7.           | 1928. március 25.    | Róma, Nazionale PNF Stadion     | Olaszország   | 4 – 3        | Magyarország  | Európa-kupa  | -            |              |
| 8.           | 1929. február 24.    | Párizs, Olimpiai stadion        | Franciaország | 3 – 0        | Magyarország  | barátságos   | -            |              |
| 9.           | 1929. április 14.    | Bern                            | Svájc         | 4 – 5        | Magyarország  | Európa-kupa  | -            |              |
| 10.          | 1929. szeptember 8.  | Prága                           | Csehszlovákia | 1 – 1        | Magyarország  | Európa-kupa  | -            |              |
| 11.          | 1929. október 6.     | Budapest, Hungária körúti pálya | Magyarország  | 2 – 1        | Ausztria      | barátságos   | -            |              |
| 12.          | 1930. április 13.    | Bázel                           | Svájc         | 2 – 2        | Magyarország  | barátságos   | -            |              |
| 13.          | 1930. május 11.      | Budapest, Üllői úti pálya       | Magyarország  | 0 – 5        | Olaszország   | Európa-kupa  | -            |              |
| 14.          | 1931. március 22.    | Prága, Sparta-pálya             | Csehszlovákia | 3 – 3        | Magyarország  | Európa-kupa  | -            |              |
| 15.          | 1931. május 21.      | Belgrád, BSK-pálya              | Jugoszlávia   | 3 – 2        | Magyarország  | barátságos   | -            |              |
| 16.          | 1931. szeptember 20. | Budapest, Üllői úti pálya       | Magyarország  | 3 – 0        | Csehszlovákia | barátságos   | -            |              |
| 17.          | 1931. október 4.     | Budapest, Hungária körúti pálya | Magyarország  | 2 – 2        | Ausztria      | Európa-kupa  | -            |              |
| 18.          | 1931. december 13.   | Torino, Campo Torino            | Olaszország   | 3 – 2        | Magyarország  | Európa-kupa  | -            |              |
| 19.          | 1932. február 19.    | Kairó                           | Egyiptom      | 0 – 0        | Magyarország  | barátságos   | -            |              |
| 20.          | 1932. március 20.    | Prága, Sparta-pálya             | Csehszlovákia | 1 – 3        | Magyarország  | barátságos   | -            |              |
| 21.          | 1932. május 8.       | Budapest, Hungária körúti pálya | Magyarország  | 1 – 1        | Olaszország   | Európa-kupa  | -            |              |
| 22.          | 1932. június 19.     | Bern                            | Svájc         | 3 – 1        | Magyarország  | Európa-kupa  | -            |              |
| 23.          | 1932. október 2.     | Budapest, Üllői úti pálya       | Magyarország  | 2 – 3        | Ausztria      | barátságos   | -            |              |
| 24.          | 1932. október 30.    | Budapest, Hungária körúti pálya | Magyarország  | 2 – 1        | Németország   | barátságos   | -            |              |
|              | Összesen             |                                 |               | 24           | mérkőzés      |              | 0            | gól          |